# Cecilio Nauzet Pérez González
Cecilio Nauzet Pérez González (Las Palmas de Gran Canaria, 1 de març de 1985) és un futbolista professional espanyol que juga com a porter, actualment al club xipriota APOEL FC.

## Trajectòria esportiva
Ja en la seva etapa infantil Nauzet destacava i fruit d'això, va ser seleccionat per assistir a un Campus organitzat per la RFEF i Andoni Zubizarreta a Burgos el 1999 juntament amb els millors futbolistes de clubs no professionals. En categoria Juvenil va començar la seva trajectòria al Maspalomas, una vegada arribat a categoria regional per edat va seguir al Regional Preferent del Maspalomas on després d'un bon any va ser fitxat per la UD Las Palmas "B" de tercera divisió. En les seves dues primeres temporades com a groc va aconseguir ser convocat 3 vegades amb el primer equip en Segona divisió A i alternar la seva presència entre els dos equips.
La temporada 2004/05 va ser cedit a la UE Lleida, club en el qual malgrat no tenir molt protagonisme, es va apuntar un ascens a Segona Divisió A. Després de deslligar-se de la UD Las Palmas va signar pel Màlaga CF "B" tot just ascendit a segona divisió A, on va disputar tretze partits encara que no va aconseguir evitar el descens de categoria a Segona B. Nauzet va seguir en el conjunt malaguista un any, encara que al mercat d'hivern d'aquesta mateixa temporada (2006/07) va decidir tornar a les illes per signar amb l'Orientació Marítima.
Durant la temporada 2007/08 va signar per Real Jaén també en segona divisió B amb l'objectiu d'assentar-se en la titularitat. En la 2008/09 torna a la seva terra, la UD Fuerteventura, on després d'una bona temporada Nauzet es fa mediàtic amb un afortunat gol de porteria a porteria del que la premsa es va fer ressò en el panorama nacional. El meta canari va arribar a mitjan temporada 2008/09 a les files del Mallorca B, fins i tot va ser convocat amb la primera plantilla de Gregorio Manzano.
La temporada 2010/11 va signar per l'AD Ceuta, però a principis de l'any 2011 va rescindir el seu contracte amb el Ceuta després de disputar 11 partits de Lliga i 2 de Copa. Al febrer de 2011 decideix signar amb l'Halmstads BK suec, dirigit per Josep Clotet Ruiz i formant equip al costat d'altres futbolistes espanyols.
En estiu d'aquest mateix any, Nauzet va tornar a Espanya i va signar pel Club Deportivo Mirandés de Miranda de Ebro on va efectuar una extraordinària temporada, havent estat durant nombroses jornades l'únic equip d'ordre nacional que encara es mantenia invicte. A més va aconseguir amb aquest equip arribar a semifinals de la Copa del Rei.
La temporada 2012-2013, el CE Sabadell es fa amb els seus serveis signant contracte per un any amb el club arlequinat.
El juliol de 2015 passar a formar part del CA Osasuna.